# 吴向必
吴向必（1926年12月—1997年4月3日），苗族，贵州松桃人，中华人民共和国政治人物。

## 生平
1952年10月，加入中国共产党。1952年至1956年，任贵州省松桃县牛郎区牛郎乡民政干事，松桃县牛郎区副区长、中共松桃县牛郎区委副书记、书记。1956年至1967年，任中共贵州省铜仁县委副书记，中共松桃苗族自治县委副书记、第二书记、书记。1967年至1973年，任松桃苗族自治县革委会副主任、第一副主任、中共松桃苗族自治县委书记、第一书记，中共贵州省委委员。1973年9月至1978年12月，任中共贵州省委书记（当时设有第一书记）。1978年12月至1982年7月，任中央民族学院副院长、党委常委。1982年11月、1983年6月分别增选、当选为第五届、六届全国人大民族委员会副主任委员。1997年4月3日，在北京逝世。此外担任中共第十届、十一届、十二届中央候补委员。